# Dampierre-Saint-Nicolas
Dampierre-Saint-Nicolas – miejscowość i gmina we Francji, w regionie Normandia, w departamencie Sekwana Nadmorska.
Według danych na rok 1990 gminę zamieszkiwało 515 osób, a gęstość zaludnienia wynosiła 131 osób/km² (wśród 1421 gmin Górnej Normandii Dampierre-Saint-Nicolas plasuje się na 444. miejscu pod względem liczby ludności, natomiast pod względem powierzchni na miejscu 776.).